# Kerrcel
De kerrcel is een optisch apparaat dat de polarisatie van een lichtbundel kan wijzigen met behulp van een elektrisch veld.  De cel is genoemd naar zijn uitvinder John Kerr (fysicus).
De Kerrcel wordt samen met polarisatiefilters gebruikt om licht te moduleren. Het is dan een zeer snelle lichtschakelaar en wordt onder andere in de fotografie en bij lasertechnieken (glasvezel, telecommunicatie) gebruikt. De schakeltijden liggen in de ordegrootte van 100 nanoseconden.

Afbeelding 1: Kerrcel

De Kerrcel bestaat uit een doorzichtig bakje (A) gevuld met nitrobenzeen (B) met daaraan elektroden (C en D), zodat een elektrisch veld loodrecht op een doorvallende lichtstraal aangelegd kan worden. De cel maakt gebruikmaakt van het Kerreffect, waarbij het nitrobenzeen dubbelbrekend wordt onder invloed van het elektrisch veld.